# Rosenborg BK
A Rosenborg Ballklub (RBK) norvég labdarúgóklub. Székhelye Trondheimben van. 26-szoros norvég bajnok és 12-szeres kupagyőztes. 1-szeres UEFA Intertotó-kupa győztes.

## Története
A klubot 1917-ben alapították.
A Bajnokok Ligájának 11 szezonjában is sikerült bejutnia a csoportkörbe.  Megnyerte a 2006-os bajnokságot is, így indulhatott a Bajnokok Ligája 2007-2008-as szezonjában, ahol bár az egyik legerősebb csoportba került, de megverte például a Valenciát (oda-vissza) és a Chelsea-t (idegenben). A Bajnokok Ligájában elért bravúros eredményei: 1995–96 Rosenborg-Blackburn Rovers 2-1; 1996–97 AC Milan-Rosenborg 1-2; 1997–98 Rosenborg-Real Madrid 2-0; 1998–99 Rosenborg-Galatasaray 3-0; 1998–99 Rosenborg-Juventus 1-1; 1999–2000 Borussia Dortmund-Rosenborg 0-3; 2004–05 Rosenborg-Arsenal 1-1; 2007–08 Chelsea-Rosenborg 1-1; 2007–08 Valencia-Rosenborg 0-2. Legnagyobb különbségű sikerét a legrangosabb európai kupasorozatban a Helsingborg ellen aratott 6-1-es győzelmével érte el a 2000–01-es szezonban.
Források:CL.com
-->

## Sikerei
- Norvég bajnokság:
  - Győztes (26): 1967, 1969, 1971, 1985, 1988, 1990, 1992, 1993, 1994, 1995, 1996, 1997, 1998, 1999, 2000, 2001, 2002, 2003, 2004, 2006, 2009, 2010, 2015, 2016, 2017, 2018
  - Ezüstérmes (7): 1968, 1970, 1973, 1989, 1991, 2013, 2014
- Norvég kupa:
  - Győztes (12): 1960, 1964, 1971, 1988, 1990, 1992, 1995, 1999, 2003, 2015, 2016, 2018
  - Ezüstérmes (6): 1967, 1972, 1973, 1991, 1998, 2013
- Norvég szuperkupa:
  - Győztes (2): 2010, 2017, 2018
- UEFA Intertotó-kupa:
  - Győztes (1): 2008

## Játékoskeret
2023. április 10. szerint.
| #  |     | Poszt | Név                   |
| -- | --- | ----- | --------------------- |
| 1  | NOR | K     | André Hansen          |
| 2  | NOR | V     | Erlend Dahl Reitan    |
| 3  | SWE | V     | Jonathan Augustinsson |
| 5  | NOR | KP    | Per Ciljan Skjelbred  |
| 6  | FIN | KP    | Santeri Väänänen      |
| 7  | NOR | KP    | Markus Henriksen      |
| 8  | NOR | KP    | Tobias Børkeeiet      |
| 9  | NOR | CS    | Ole Sæter             |
| 10 | DEN | CS    | Carlo Holse           |
| 11 | CAN | CS    | Jayden Nelson         |
| 15 | USA | V     | Sam Rogers            |
| 16 | NOR | V     | Håkon Røsten          |
| 17 | ISL | CS    | Ísak Þorvaldsson      |

| #  |     | Poszt | Név                      |
| -- | --- | ----- | ------------------------ |
| 18 | NOR | KP    | Morten Bjørlo            |
| 19 | NOR | V     | Adrian Pereira           |
| 20 | NOR | KP    | Edvard Tagseth           |
| 21 | NOR | KP    | Olaus Skarsem            |
| 22 | FIN | CS    | Agon Sadiku              |
| 23 | NOR | V     | Ulrik Yttergård Jenssen  |
| 24 | NOR | K     | Sander Tangvik           |
| 29 | NOR | CS    | Oscar Aga                |
| 32 | NOR | V     | Leo Cornic               |
| 39 | NOR | KP    | Marius Sivertsen Broholm |
| 41 | NOR | KP    | Sverre Nypan             |
| 44 | NOR | CS    | Magnus Holte             |
| 80 | ISL | CS    | Kristall Máni Ingason    |

## Híres játékosai
- Árni Gautur Arason (1998-2004)
- Ørjan Berg (1988-1990, 1999-2006)
- Stig Inge Bjørnebye (1992-1994)
- Sverre Brandhaug (1981-1991)
- Rune Bratseth (1983-1986)
- Harald Martin Brattbakk (1990-1992, 1994-1997, 2001-2006)
- John Carew (1999-2000)
- Nils Arne Eggen (1960-1963, 1966-1969)
- Svein Grøndalen (1975-1980)
- Vegard Heggem (1995-1998)
- Erik Hoftun (1994-2005)
- Trond Henriksen (1983-1993)
- Odd Iversen (1964-1969, 1973-1975, 1980-1982)
- Jahn Ivar "Mini" Jakobsen (1988-1990, 1994-2000)
- Frode Johnsen (2000-2006)
- Azar Karadaş (2002-2004)
- Øyvind Leonhardsen (1992-1994)
- Karl Petter Løken (1985-1994)
- Ola By Rise (1977-1995)
- Sigurd Rushfeldt (1997-2001)
- Bent Skammelsrud (1991-1998, 1998-2002)
- Trond Sollied (1985-1991)
- Jan Derek Sørensen (1998-2000)
- Gøran Sørloth (1985-1989, 1989-1993)
- Bjørn Wirkola (1971-1974)